# Linhas de Elvas
O Linhas de Elvas é um periódico semanário elvense, distribuído nos distritos de Portalegre e Évora. Fundado em 1950, é o mais antigo jornal em circulação no distrito de Portalegre.

## História
Fundado em 1950, a publicação mais antiga do distrito de Portalegre, nasceu por iniciativa de Ernesto Alves e Almeida e mais alguns elementos fundadores. O primeiro director do periódico foi Casimiro Abreu.
Nos 74 anos de publicação ininterrupta, o jornal acompanhou a revolução digital, criando, em 2000, o primeiro site de uma publicação jornalística no distrito, abrindo também espaço a assinaturas digitais.
Na década seguinte, em 2011, iniciou-se a presença nas redes sociais, onde o jornal se mantém presente com notícias diárias através de texto, fotografia, som e vídeo.
O actual director de Linhas de Elvas, "O semanário de maior audiência no distrito de Portalegre", é João Alves e Almeida.

## Ligações Externas
Linhas de Elvas
1. ↑  «Portal da Transparência dos Media» |nome1= sem |sobrenome1= em Authors list (ajuda)
2. ↑  «Lista de Publicações Portuguesas - dados governo Português»
3. ↑  «Arquivo.pt». ARQUIVO.PT
4. ↑  Jesuíno, Rui (2022). Elvas Antiga. [S.l.]: Booksfactory. ISBN 9789895456550
5. ↑  «Jornal "Linhas de Elvas" celebra hoje 74.º aniversário». Norte Alentejo. 2024. Consultado em 2024 |nome1= sem |sobrenome1= em Authors list (ajuda); Verifique data em: |acessodata= (ajuda)
6. ↑  «Jornal "Linhas de Elvas" celebra hoje 74.º aniversário». Norte Alentejo. 2024 |nome1= sem |sobrenome1= em Authors list (ajuda)
7. ↑  [www.linhasdeelvas.pt «Capa - Jornal Linhas de Elvas»] Verifique valor |url= (ajuda). Linhas de Elvas: 1. 29 de Agosto de 2024. Consultado em 29 de Agosto de 2024